# Lepthyphantes sardous
Lepthyphantes sardous är en spindelart som beskrevs av Gozo 1908. Lepthyphantes sardous ingår i släktet Lepthyphantes och familjen täckvävarspindlar. Inga underarter finns listade i Catalogue of Life.